# Betula populifolia
Pour les articles homonymes, voir Bouleau noir (homonymie).
Bouleau gris
Classification phylogénétique
Espèce
Statut de conservation UICN

 LC  : Préoccupation mineure
Le bouleau à feuilles de peuplier (Betula populifolia) est une petite espèce d'arbres à feuilles caduques du nord-est de l'Amérique du Nord. Aussi communément nommé Bouleau noir ou Bouleau gris au Québec.

## Description
Il mesure jusqu'à 10 m de haut. Ce bouleau a une durée de vie très courte, dépassant rarement la cinquantaine d'années.

## Aire de répartition
On le trouve de l'Ontario à la Nouvelle-Écosse, et vers le sud jusqu'à la Pennsylvanie et au New Jersey. Il existe aussi des populations isolées en Indiana, en Virginie et en Caroline du Nord.